# Garrett M. Brown
Garrett M. Brown (Michigan, 7 novembre 1948) è un attore statunitense.

## Filmografia

### Cinema
- Zelig, regia di Woody Allen (1983)
- Lucas, regia di David Seltzer (1986)
- Io e zio Buck (Uncle Buck), regia di John Hughes (1989)
- Turbulence - La paura è nell'aria (Turbulence), regia di Robert Butler (1997)
- Innocenza infranta (Inventing the Abbotts), regia di Pat O'Connor (1997)
- Dick & Jane - Operazione furto (Fun with Dick and Jane), regia di Dean Parisot (2005)
- La gang di Gridiron (Gridiron Gang), regia di Phil Joanou (2006)
- Kick-Ass, regia di Matthew Vaughn (2010)
- Sono il Numero Quattro (I Am Number Four), regia di D.J. Caruso (2011)
- Dietro i candelabri (Behind the Candelabra), regia di Steven Soderbergh (2013)
- Kick-Ass 2, regia di Jeff Wadlow (2013)

### Televisione
- ABC Afterschool Specials - serie TV, un episodio (1974)
- Apology, regia di Robert Bierman - film TV (1986)
- What a Country!  - serie TV, 26 episodi (1986-1987)
- Sisters - serie TV, 100 episodi (1991-1996)
- NYPD - New York Police Department (NYPD Blue) - serie TV, un episodio (1996)
- Grace Under Fire - serie TV, 2 episodi (1997)
- Settimo cielo (7th Heaven) - serie TV, un episodio (1997)
- Brooklyn South - serie TV, un episodio (1997)
- The Practice - Professione avvocati (The Practice) - serie TV, 3 episodi (1997-2004)
- Due poliziotti a Palm Beach (Silk Stalkings) - serie TV, un episodio (1999)
- Mamma, io vengo da un altro pianeta? (Can of Worms), regia di Paul Schneider - film TV (1999)
- Law & Order - Unità vittime speciali (Law & Order: Special Victims Unit) - serie TV, un episodio (1999)
- Chicago Hope - serie TV, un episodio (2000)
- Pensacola - Squadra speciale Top Gun (Pensacola: Wings of Gold) - serie TV, un episodio (2000)
- Roswell - serie TV, 18 episodi (2000-2002)
- Giudice Amy (Judging Amy) - serie TV, un episodio (2001)
- CSI - Scena del crimine (CSI: Crime Scene Investigation) - serie TV, 2 episodi (2001-2003)
- Philly - serie TV, un episodio (2002)
- Squadra Med - Il coraggio delle donne (Strong Medicine) - serie TV, un episodio (2002)
- Boston Public - serie TV, 2 episodi (2002)
- That '70s Show - serie TV, un episodio (2003)
- Cold Case - Delitti irrisolti (Cold Case) - serie TV, un episodio (2004)
- The Shield - serie TV, un episodio (2005)
- Supernova, regia di John Harrison - film TV (2005)
- The O.C. - serie TV, 2 episodi (2005)
- Heartland - serie TV, un episodio (2007)
- Big Love - serie TV, 4 episodi (2007-2009)
- Leverage - Consulenze illegali (Leverage) - serie TV, un episodio (2009)
- Criminal Minds - serie TV, un episodio (2012)
- Masters of Sex - serie TV, 5 episodi (2013-2015)
- Scandal - serie TV, un episodio (2015)
- American Crime Story - serie TV, 5 episodi (2016)
- NCIS - Unità anticrimine (NCIS) - serie TV, episodio 16x20 (2019)

## Doppiatori italiani
Nelle versioni in italiano delle opere in cui ha recitato, Garrett M. Brown è stato doppiato da:
- Ambrogio Colombo in Roswell, The O.C., Kick-Ass 2, Dietro i candelabri
- Roberto Rizzi in Io e zio Buck
- Fabrizio Pucci in Sisters (1ª voce)
- Angelo Maggi in Sisters (2ª voce)
- Luciano Roffi in Law & Order - Unità vittime speciali
- Toni Orlandi in CSI - Scena del crimine (ep. 2x02)
- Renato Cortesi in CSI - Scena del crimine (ep. 14x10)
- Sergio Di Giulio in The Shield
- Saverio Indrio in Cold Case - Delitti irrisolti
- Wladimiro Grana in Dick & Jane - Operazione furto
- Oliviero Dinelli in Big Love
- Luigi La Monica in Leverage - Consulenze illegali
- Paolo Buglioni in Criminal Minds
- Augusto Di Bono in Scandal
- Alberto Angrisano in NCIS - Unità anticrimine